# 大船渡市立日頃市中学校

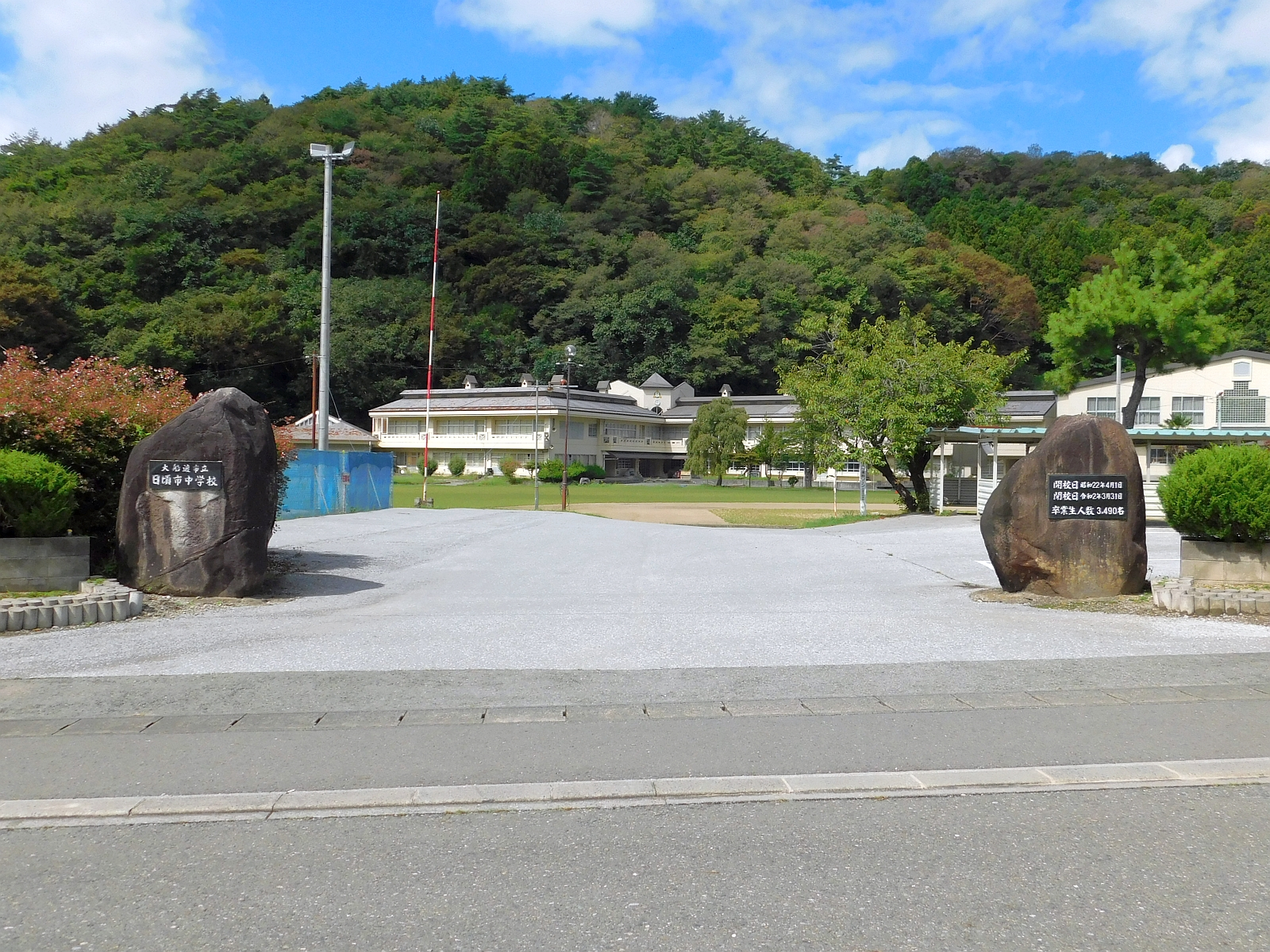
日頃市中学校の校門（閉校後の2024年9月撮影）

大船渡市立日頃市中学校（おおふなとしりつ ひころいちちゅうがっこう）は、岩手県大船渡市日頃市町にあった公立中学校。
2020年3月を以って大船渡市立第一中学校への編入統合に伴い、閉校した。

## 沿革
- 1947年（昭和22年）4月 - 日頃市村立日頃市中学校として開校（日頃市小学校に併設）[2]。
- 1951年（昭和26年）8月 - 現在地に独立校舎を落成[3]。
- 1952年（昭和27年）4月1日 - 町村合併に伴い、所在地が大船渡市日頃市町となり「大船渡市立」に改称[2]。
- 1963年（昭和38年）5月 - 補食給食の提供開始[4]。
- 1966年（昭和41年）9月 - 日頃市小学校との共同プールを落成[3]。
- 1967年（昭和42年）
  - 3月 - 日頃市小中学校給食共同調理場を落成[3]。
  - 4月 - 完全給食の提供開始[4]。
- 1973年（昭和48年）- 米飯給食の提供開始[4]。
- 1981年（昭和56年）6月 - 中庭に水車小屋を落成[3]。
- 1984年（昭和59年）5月 - 県教育委員会より在学青少年社会参加活動促進協力校に指定[3]。
- 1989年（平成元年）
  - 1月 - 鉄筋コンクリート造2階建ての新校舎を落成[3][1]。
  - 3月 - 木造平屋建てのクラブ室を落成[1]。
- 1993年（平成5年）2月 - 鉄骨造平屋建ての体育館を落成[1]。
- 1997年（平成7年）11月 - 創立50周年記念式典を挙行し、校歌碑を設置[3]。
- 1998年（平成10年）9月 - コンピュータ室を設置[3]。
- 2000年（平成12年）4月 - 文部省より「道徳教育体験活動推進事業」の推進地域に指定（2年間）[5]。
- 2005年（平成17年）11月 - 日頃市小中学校共同調理場の廃止に伴い、立根学校給食共同調理場提供へ移行[4]。
- 2016年度（平成28年度）- 市教育委員会が「大船渡市立小・中学校適正規模・適正配置基本計画」を策定し、本校の統合を提案[6]。
- 2020年（令和2年）
  - 3月20日 - 閉校式及び閉校記念碑の除幕式を挙行[2]。
  - 3月31日 - 大船渡市立第一中学校（大船渡市立根町）への編入統合に伴い、閉校[2]。

## 学校目標

### 教育目標
- 豊かな心をもちたくましく生きる人間の育成
- 自ら学び未来の創造に努める人間の育成
- 勤労を重んじ郷土を愛する人間の育成

### 特色ある教育活動
- 郷土芸能伝承活動と社会人講師の講座開講
- 環境教育と奉仕体験活動の実践

出典：

## 部活動

### 運動部
- 軟式野球部（男子）
- バレーボール部（女子）
- 卓球部

### 文化部
- 総合文化部

### 廃部した部活動
- テニス部[8]

## 付属施設
主な施設のみ掲載。
- 体育館（1,330 m2）- 鉄骨造平屋建て[1]
- 屋外プール - 日頃市小と共用
- 校庭（グラウンド）
- テニスコート

## 生徒・学級数
2000年度以降は毎年度、生徒数と学級数を掲載。
| 年度                                          | 生徒数  | 増減  | 学級数 | 増減 | 出典   | 備考             |
| --------------------------------------------- | ------- | ----- | ------ | ---- | ------ | ---------------- |
| 1948（昭和23）年度                            | 228     |       | 6      |      | [ 9 ]  |                  |
| 1949（昭和24）年度                            | 231     | 3     | 6      | 0    | [ 10 ] |                  |
| 1950（昭和25）年度                            | 231     | 0     | 6      | 0    | [ 11 ] |                  |
| 1951（昭和26）年度                            | 211     | －20  | 6      | 0    | [ 12 ] |                  |
| 2000（平成12）年度                            | 88      | －123 | 3      | －3  | [ 13 ] |                  |
| 2001（平成13）年度                            | 76      | －12  | 3      | 0    | [ 14 ] |                  |
| 2002（平成14）年度                            | 68      | －8   | 3      | 0    | [ 15 ] |                  |
| 2003（平成15）年度                            | 60      | －8   | 3      | 0    | [ 16 ] |                  |
| 2004（平成16）年度                            | 56      | －4   | 3      | 0    | [ 17 ] |                  |
| 2005（平成17）年度                            | 60      | 4     | 3      | 0    | [ 18 ] |                  |
| 2006（平成18）年度                            | 58      | －2   | 3      | 0    | [ 19 ] |                  |
| 2007（平成19）年度                            | 59      | 1     | 3      | 0    | [ 20 ] | 開校60周年       |
| 2008（平成20）年度                            | 56（2） | －3   | 4（1） | 1    | [ 21 ] | 特別支援学級設置 |
| 2009（平成21）年度                            | 55（2） | －1   | 4（1） | 0    | [ 22 ] |                  |
| 2010（平成22）年度                            | 53（2） | －3   | 4（1） | 0    | [ 23 ] |                  |
| 2011（平成23）年度                            | 47（2） | －6   | 3      | －1  | [ 24 ] |                  |
| 2012（平成24）年度                            | 36      | －11  | 3      | 0    | [ 25 ] |                  |
| 2013（平成25）年度                            | 34      | －2   | 3      | 0    | [ 25 ] |                  |
| 2014（平成26）年度                            | 37      | 3     | 3      | 0    | [ 25 ] |                  |
| 2015（平成27）年度                            | 37      | 0     | 3      | 0    | [ 25 ] |                  |
| 2016（平成28）年度                            | 32（1） | －5   | 4（1） | 1    | [ 25 ] |                  |
| 2017（平成29）年度                            | 29（1） | －3   | 4（1） | 0    | [ 25 ] | 開校70周年       |
| 2018（平成30）年度                            | 31（2） | 2     | 4（1） | 0    | [ 25 ] |                  |
| 2019（令和元）年度                            | 28      | －3   | 3      | －1  | [ 25 ] | 閉校             |
| ※生徒数・学級数内の（）は特別支援生徒・学級数 |         |       |        |      |        |                  |

## 学区
大船渡市立日頃市小学校と同一。
- 大船渡市日頃市町（行政区）
  - 甲子、鷹生、宿、平山、小通、長安寺、板用、川内、関谷、坂本沢、大森、田代屋敷、石橋、長岩

## 進学前小学校
- 大船渡市立日頃市小学校（大船渡市日頃市町）[26]

## アクセス
鷹生川沿い、大船渡市立日頃市小学校が隣接している。

### バス
- 「関谷」バス停（岩手県交通）から徒歩で約8分

### 自動車
- 国道107号のT字路交差点（日頃市町字関谷）から、県道193号と市道経由で約2分

※1992年までは、岩手開発鉄道日頃市線の日頃市駅が最寄り駅だった。

## 周辺
- 大船渡市立日頃市小学校
- 日頃市地区公民館
- 関谷洞窟住居跡

## 出身者
- 藤原良信（元参議院議員）
- 佐々木七恵（ロサンゼルスオリンピック女子マラソン日本代表選手）